# Paspalum saugetii
Paspalum saugetii là một loài thực vật có hoa trong họ Hòa thảo. Loài này được Chase ex Ekman mô tả khoa học đầu tiên năm 1929.